# Daniel Simond
 (juillet 2024).
Daniel Simond, né le 25 mai 1904 à Lausanne et mort le 5 juillet 1973 à Acireale, est un écrivain, enseignant, archiviste et bellettrien vaudois.

## Biographie
Personnalité des milieux littéraires, Daniel Simond s'inscrit le 8 février 1924 à la société d'étudiants des Belles-Lettres dont devient successivement secrétaire, vice-président (1924-1925), président (1925-1926), secrétaire central (1928-1929) et membre honoraire. 
Licencié ès lettres en 1927, Daniel Simond est également l'un des quarante membres fondateurs de l'Association des écrivains vaudois (devenue depuis l'Association vaudoise des écrivains). Longtemps enseignant au collège de Morges (1930-1939), puis au Collège classique cantonal (1939-1947), et enfin professeur de littérature française aux gymnases cantonaux dès 1944, il crée en collaboration avec Edmond Gilliard et Jean Descoultres la revue Les Petites Lettres de Lausanne, qui veut promouvoir les jeunes écrivains et leur permettre de s'exprimer. Il dirige également la revue Suisse romande (1937-39) et collabore à Radio Lausanne.
Pendant la guerre, Daniel Simond réclame des textes en France pour la revue Pages et s'occupe, avec Gérard Buchet, de la préparation d'un numéro spécial des Cahiers du Sud  consacré à la Suisse. Président de la fondation C.F. Ramuz dès 1950, il est l'auteur de plusieurs ouvrages, dont Circonstances  et Antipolitique, deux essais datant de 1932 et 1941, un carnet de route v (1941), ainsi que d'un drame inspiré de la tragédie grecque Calypso ou la solitude. 
Fondateur des archives culturelles romandes (ACR, dissoutes en 2000), Daniel Simond lègue sa bibliothèque à la ville de Morges. Il cumulera la fonction de président des ACR et d'archiviste jusqu'à sa mort.

## Œuvres
- Circonstances, Lausanne ; Genève ; Neuchâtel [etc.], Payot, 1932
- Antipolitique, Lausanne, Roth, 1941.
- Eté grec, Lausanne, Amitiés Gréco-Suisses, 1941
- Ode d'hiver, Lausanne, Impr. La Concorde, 1942
- Calypso ou La solitude, Lausanne, Ed. des Terreaux, 1948
- Sicile, Caltanissetta, Rome, S. Sciascia, 1956
- Voyages en Sardaigne, Rolle, P. Rey, 1963